# 李貞元
李貞元（1531年—？），字淳甫，湖廣德安府應山縣人，軍籍，明朝政治人物。

## 生平
嘉靖三十七年（1558年）戊午科湖廣鄉試第九十名舉人。嘉靖四十一年（1562年）中式壬戌科會試第二百九十六名，三甲第一百四十七名進士。授福州府推官，隆慶元年（1567年）二月选授工科给事中，因弹劾大学士高拱而去职。以母忧归，遂卒于家。巡抚建坊以旌其直，钦赐匾额“谏议幽堂”。

## 家族
曾祖李通；祖父李邦厚；父李麟，母戴氏。具庆下。